# Планування поселення

Концепція розвитку одного з районів Кабула, Афганістан

Планування поселення - це проектування забудови населеного пункту з розробкою концепції його соціально-економічного розвитку.
Проектування міських і сільських поселень ґрунтується на законах, які мають основне значення для містобудування, і регіональних програмах щодо вирішення найважливіших соціальних, екологічних та економічних проблем.
Розвиток системи розселення спирається на ту мережу міських і сільських поселень, яка склалася, включаючи агломерації існуючі і ті, що формуються. Проектування нових поселень передбачається у зв'язку з потребою розміщення нових промислових підприємств, розробки корисних копалин тощо, а також у зв'язку з виселенням населення із зон катастроф, які відбулися, або потенційних, зон екологічних лих та ін.
Рівень соціально-економічного розвитку поселення, що проектується, визначається з урахуванням пріоритетності соціальних та екологічних критеріїв на основі комплексної оцінки території, виходячи з повного розкриття потенційних ресурсних можливостей і потреб населення, планів соціально-економічного розвитку даного поселення. При цьому встановлюються види діяльності, розвиток яких повинен бути стимульований, припинений або обмежений у поселенні, що проектується, або в групі взаємопов'язаних поселень, а також визначається зрушення у галузевій структурі існуючого комплексу за кількістю зайнятих і змін у функціональному використанні території. Розвиток соціальної інфраструктури намічається, виходячи із забезпечення цільових показників життєвих умов.

## Функціонально-планувальна структура
Територія міста за функціональним призначенням і характером використання поділяється на сельбищну, виробничу, в т.ч. зовнішнього транспорту, і ландшафтно-рекреаційну.
До сельбищної території входять ділянки житлових будинків, громадських установ, будинків і споруд, у т.ч. навчальних, проектних, науково-дослідних та інших інститутів без дослідних виробництв, внутрішньосельбищна вулично-дорожна і транспортна мережа, а також площі, парки, сади, сквери, бульвари, інші об'єкти зеленого будівництва й місця загального користування.
Виробнича територія призначена для розміщення промислових підприємств і пов'язаних з ними виробничих об'єктів, у т.ч. комплексів наукових установ з дослідними підприємствами, комунально-складських об'єктів, підприємств з виробництва та переробки сільськогосподарських продуктів; санітарно-захисних зон промислових підприємств; об'єктів спецпризначення (для потреб оборони); споруд зовнішнього транспорту і шляхів позаміського й приміського сполучення внутрішньоміської вулично-дорожної і транспортної мережі; ділянок громадських установ і місць загального користування для населення, що працює на підприємствах міста.
До ландшафтно-рекреаційної території входять озеленені й водні простори у межах забудови міста і його зеленої зони, а також інші елементи природного ландшафту. До її складу можуть входити парки, лісопарки, міські ліси, ландшафти, що охороняються, землі сільськогосподарського використання та інші угіддя, які формують систему відкритих просторів; заміські зони масового короткочасного і тривалого відпочинку, міжселищні зони відпочинку; курортні зони.
Формування планувальних зон у найзначніших містах з населенням понад 1 млн жителів здійснюється шляхом поєднання комплексних сельбищно-виробничих районів з високим ступенем працезбалансованості, сельбищних, промислових районів з формуванням багатофункціональних центрів прикладення праці та обслуговування.

## Транспорт і вулично-дорожня мережа
При проектуванні міських і сільських поселень слід передбачити єдину дорожньо-транспортну мережу поселень і районів, які тяжіють до них, для забезпечення зручних і безпечних зв'язків з усіма функціональними зонами, з іншими поселеннями системи розселення, місцями заміського відпочинку, з улаштуванням зовнішнього транспорту і автомобільними дорогами загальної мережі.
Витрати часу на пересування від місць проживання до місць роботи для 90% трудящих (в один кінець), як правило, не повинні перевищувати: у містах з населенням понад 1 млн.чол. - 45 хв., від 500 тис. до 1 млн.чол. - 40 хв., від 250 до 500 тис.чол. - 35 хв., до 250 тис.чол. - 30 хв.
Пропускну здатність мережі вулиць, доріг і транспортних перехресть, кількість місць зберігання автомобілів визначають, виходячи з рівня автомобілізації на розрахунковий термін, автомобілів на 1000 чол.: 200-250 легкових автомобілів, включаючи 3-4 таксі, 4-5 прокатних і 2-3 відомчих автомобілів, 25-40 вантажних автомобілів залежно від складу парку. Кількість мотоциклів і мопедів на 1000 чол. приймають 50-100 одиниць для міст з населенням понад 100 тис.чол. і 100-150 одиниць - для решти поселень.

### Зовнішній транспорт
Для обслуговування пасажирських і вантажних перевезень, а також рухомого складу у межах міста і прилеглого району передбачається розвиток споруд і пристроїв різних видів міжселищного (дальнього міжміського і приміського) транспорту. Їх призначення, потужність і розміщення визначаються, виходячи із ролі зовнішнього транспортного вузла в регіональній транспортній мережі, очікуваного обсягу соціально-економічних зв'язків, і повинні бути ув'язані з основними планувальними елементами системи розселення. 
При розвитку і розміщенні транспортних комплексів за основу приймаються розробки спеціалізованих з того чи іншого виду транспорту проектних організацій, рішення і тенденції розвитку транспортної інфраструктури регіональних схем розселення, схем і проектів районного планування.
При розміщенні транспортних споруд і пристроїв резервують території для їх розвитку на перспективу, передбачають улаштування санітарно-захисних зон і дотримання протипожежних вимог.